# 九岭镇 (达州市)
九岭镇，原为九岭乡，是中华人民共和国四川省达州市达川区曾经下辖的一个镇。2019年12月，撤销九岭镇，将其所属行政区域划归管村镇管辖。

## 行政区划
九岭镇撤销前下辖以下地区：
街道社区、独鹰村、庞家村、阳岭村、千丘村、蹇坝村、五幅村、界牌村、龙登村、剪刀村和千马村。